# Виссарион Никейский
Виссарион Никейский, до принятия в 1427 году пострига — Василий Трапезунтский (2 января 1403, Трапезунт — 18 ноября 1472, Равенна), — учёный грек, выступивший инициатором унии православной и католической церквей (1439) и произведённый за это папой Евгением IV в кардиналы, переводчик Аристотеля. 
Один из выдающихся гуманистов XV столетия, Виссарион способствовал пробуждению в Европе интереса к древнегреческому языку и культуре. Он основал в Риме академию, посвящённую изучению наследия Платона. Заботясь о судьбе членов византийского императорского дома Палеологов, он первый начал переговоры относительно брака Ивана III Васильевича с Софьей Палеолог и больше других содействовал устройству этого брака.

## Переговоры об унии

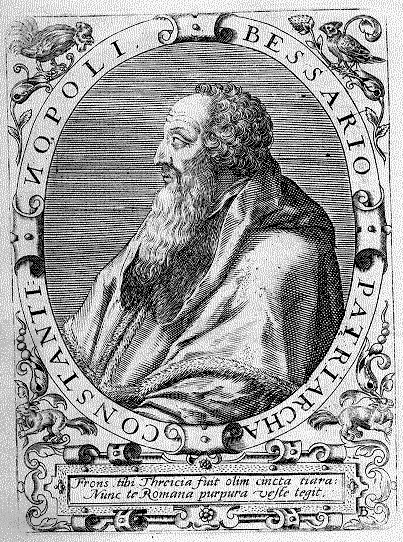
Виссарион Никейский

Сын простых родителей из Трапезунта, он благодаря своим богатым дарованиям и обширному образованию ещё в молодом возрасте выдвинулся из ряда своих соотечественников. Избранный в число представителей Греческой церкви на соборе, который предположен был в Италии для подготовки соединения церквей, Виссарион, ввиду этой его миссии возведённый в сан архиепископа г. Никеи, вместе с императором Иоанном VIII отправился на Запад с желанием и надеждою отстоять в прениях с католическими богословами учение своей церкви и, действительно, на соборе в Ферраре (1438) долгое время защищал это учение.

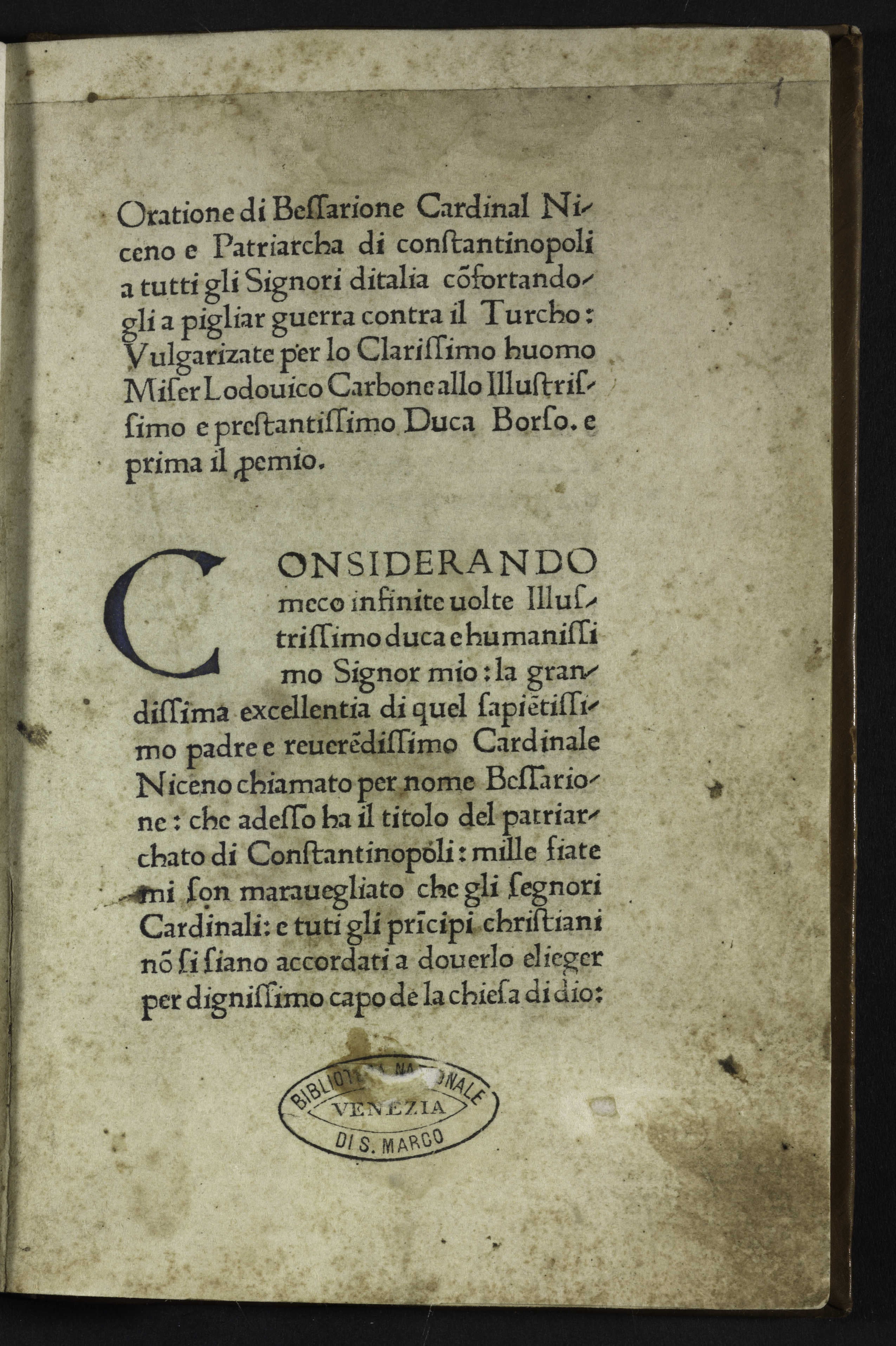
Epistolae et orationes, 1471

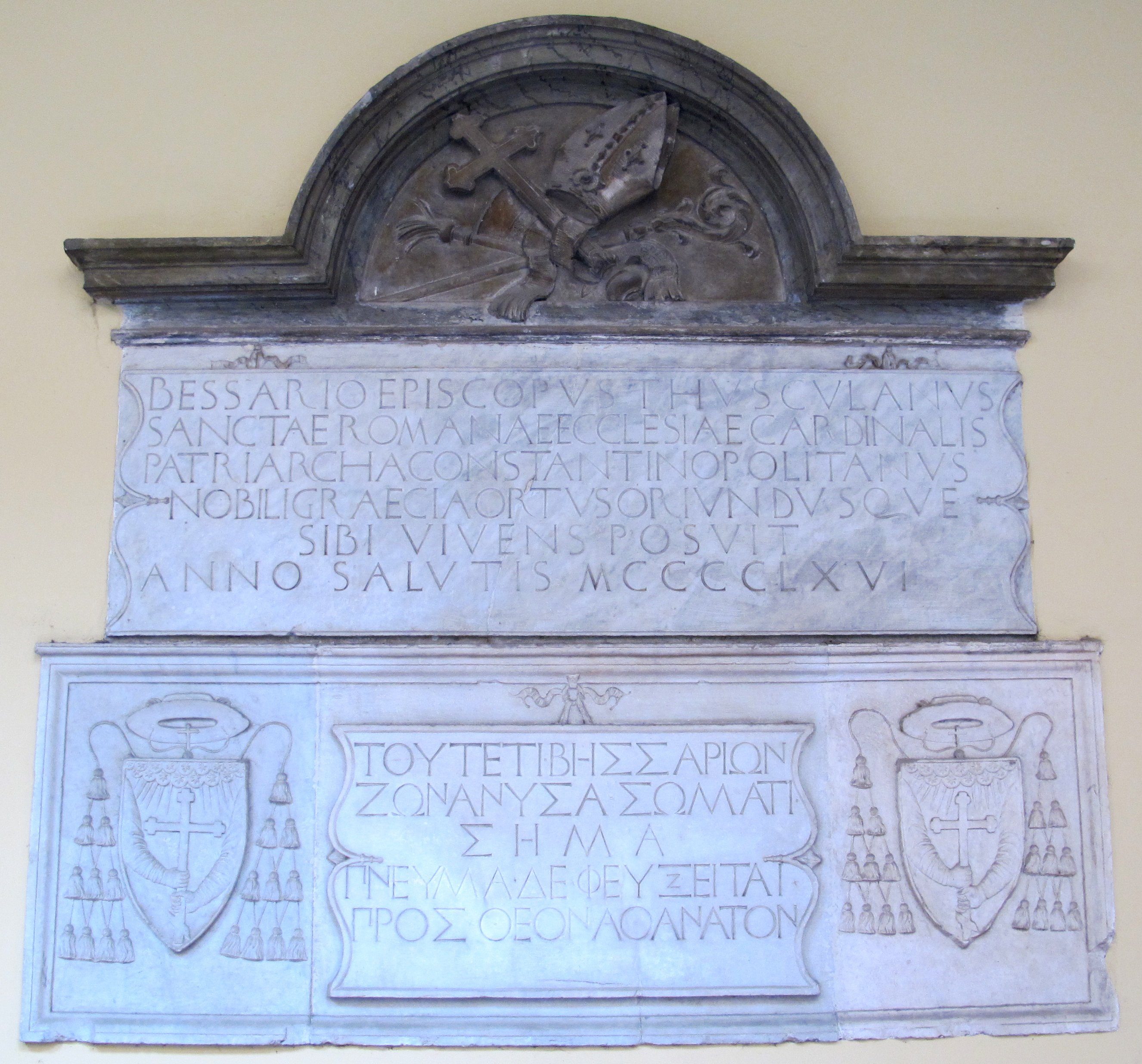
Могила Виссариона Никейского в базилике Санти-Апостоли в Риме.

Личное разъединение Виссариона с приверженцем ортодоксального православия Марком Эфесским, желание через соединение церквей спасти Византийскую империю от грозившей ей со стороны турок гибели, а также уверенность в том, что услуги унии и для него лично не останутся бесполезными, — всё это повело к тому, что Виссарион пошел на уступки католикам. Эта перемена в Виссарионе ясно обнаружилась после перенесения соборных заседаний (1439) во Флоренцию, где при особенном участии Виссариона и состоялась известная уния между церквами на условии полной уступки со стороны греков латинянам по всем пунктам разногласий между церквами, вследствие чего Виссарион был обвинен православными иерархами в том, что «продал свою веру».

## Жизнь в Италии
Возведённый папой в сан кардинала и назначенный папским управителем университетской Болоньи, Виссарион в первые годы своей жизни здесь составил несколько обширных богословско-полемических сочинений, принимал деятельнейшее участие в делах католической церкви и дважды выступал кандидатом на папский престол. В 1463 г. получил от папы сан латинского патриарха Константинополя. Немалую заслугу его в истории составляет участие в возбуждении Западной Европы к возобновлению крестовых походов против турок. Предпринятые Виссарионом с этою целью нелёгкие тогда путешествия по Европе подорвали его здоровье и были одною из причин самой его смерти.
Кроме церковных и церковно-политических дел, сильно занимали Виссариона и все те научные вопросы, которые привлекали к себе внимание тогдашних гуманистов. Он сплотил вокруг себя многих переводчиков, преподавателей классических языков, собирателей древних рукописей и книг, поэтов, писателей, филологов: Поджо Браччолини, Джованни Ауриспа, Лоренцо Валла, Флавио Бьондо.
Он не только написал блистательное опровержение философских взглядов Георгия Трапезундского, но и переводил Аристотеля, Теофраста и Ксенофонта, знакомил Запад с Платоном, много способствовал восстановлению там его авторитета, сильно интересовался, как замечательный в своё время энциклопедист, всей вообще древней литературой, помогал группировавшимся около него гуманистам всем, чем только мог, наконец, составил прекрасную библиотеку, которую под конец жизни передал Венеции с условием сделать её доступной для всех. Эта библиотека послужила основанием знаменитой венецианской библиотеки св. Марка.

## Титулатура
- аббат-коммендатор Гроттаферраты,
- архимандрит мессинского монастыря Сантиссимо-Сальваторе,
- кардинал-визитатор всех итальянских монастырей византийского обряда,
- титулярный латинский патриарх Константинопольский.